# Réserve naturelle de Högbonden
La réserve naturelle de Högbonden est une réserve naturelle suédoise située dans la paroisse de Nordingrå (commune de Kramfors dans le comté de Västernorrland). La réserve fait partie du patrimoine mondial de la Haute Côte.

## Géographie
La réserve couvre une superficie de 347 hectares (3,47 km²) dont 88 sont terrestres et répartis sur trois îles : Högbonden, Höglosmen et Furan.

## Histoire
La réserve a été fondée en 1987.

## Environnement
Les îles sont recouvertes d'une mince couche de terre et se caractérisent par des roches calcaires. En dépit de cela, les fractures de la roche permettent à des forêts de pins clairsemées d'y pousser. Des Cardaminopsis petraea y poussent également. Y poussent de la végétation habituées aux environnements riches en sels.

## Sources
- (sv) Cet article est partiellement ou en totalité issu de l’article de Wikipédia en suédois intitulé « Högbondens naturreservat » (voir la liste des auteurs).